# Zmöllach
Zmöllach ist ein Ort in der Obersteiermark, und Ortschaft der Gemeinde Sankt Stefan ob Leoben im Bezirk Leoben der Steiermark.

## Geographie
Die Streusiedlung liegt etwa 11 Kilometer westlich von Leoben, als Höhensiedlung auf dem Rücken der Seckauer Tauern zwischen Oberem Murtal und Liesingtal, auf Höhen bis um die 1200 m ü. A., etwa 500 Meter über dem Talboden.
Die Ortschaft umfasst etwa 30 Gebäude mit um die 50 Einwohnern.
Zum Ortschaftsgebiet gehört drei Talungen: Muraufwärts sind das
- die des Windischbachs mit der Einzellage Hilmer
- der Hartlgraben mit der eigentlichen Höhenlage Zmöllach, das sind die Häuser Eberl, Berchtold, Kronberger, Munz, Gmeiner, und oberhalb die Weiglmoaralm
- sowie der Preßnitzgraben mit Schönwetter, Hochfellner, Elser, Seidinger, und darüber Schafferalm, Pfaffenthaleralm, Dörflingeralm

Die Nordgrenze des Gebiets bilden Fressenberg (1279 m ü. A.) und Steineck (1279 m ü. A.), die Westgrenze der Grat weiter über Leimssattel (1216 m ü. A.) zum Kraubatheck (1475 m ü. A.).
Nachbarortschaften:
| Leims (Gem. Kammern i.L.)             | Wolfgruben (Gem. Kammern i.L.)              | Mötschendorf (Gem. Kammern i.L.) Timmersdorf (Gem. Traboch) |
|                                       | Kompassrose, die auf Nachbargemeinden zeigt | Brunn (Gem. St. Michael i.O.)                               |
| Kraubathgraben (Gem. Kraubath a.d.M.) | Preßnitz                                    | Kaisersberg                                                 |

## Geschichte
Der Ortsname stammt aus dem Slawischen, er wird um 1300 als Zmolowe, 1331 mons Zmolach, um 1500 in der Zmolln genannt. Er ist kein -ach-Name zu einem Fluss oder einer Flussniederung, sondern steht in einer Gruppe bairischer Kollektiva (Sammelnamen), die auf einen alten Pluralsuffix mittelhochdeutsch -ach zurückgehen, althochdeutsch -ahi, das bei Siedlungs- und Hofnamen vor allem in Verbindung mit Pflanzen steht. Der Name steht im Sinne eines Lokativs zu einem slawischen Flurnamen etwa der Form *smolova, *smolnja (wie slowenisch smola ‚Harz, Pech‘), mit der Bedeutung ‚in der wacholderreichen Gegend‘.
Bedeutung gewinnt die Gegend dann mit Beginn des Bergbaues im Hartlgraben, wo ab 1581 Alaun, und seit 1755 durchgehend Graphit abgebaut wird, der als hochfeuerfest in der Verhüttung für Schmelztiegel und Verkleidungen von Wichtigkeit ist (Graphitbergbau Kaisersberg). Ende des 18. Jahrhunderts und wieder in den 1950ern lag der Bevölkerungsstand der Ortschaft über 250, derzeit ist das Bergbaurevier keine Wohngegend mehr.
Heute ist die rein landwirtschaftliche Höhenlage auch ein Naherholungsgebiet des oberen Murtals, wichtigere Unterkünfte sind die 300 Jahre alte Schafferalm, die Pfaffenthaleralm und Eberl (Bienenalm, Hnr. 6).
| Hzgt. Steier   | Hzgt. Steier   | Hzgt. Steier   | Hzgt. Steier   | Hzgt. Steier   | Hzgt. Steier    | Hzgt. Steier    | Hzgt. Steier     | Bld. Steiermark | Bld. Steiermark | Bld. Steiermark | Bld. Steiermark | Bld. Steiermark | Bld. Steiermark |
| (Mon. Österr.) | (Mon. Österr.) | (Mon. Österr.) | (Mon. Österr.) | (Mon. Österr.) | (Kthm. Österr.) | (Kthm. Österr.) | (Österr.- Ugrn.) | (Rep. Österr.)  | (Rep. Österr.)  | (Rep. Österr.)  | (Rep. Österr.)  | (Rep. Österr.)  | (Rep. Österr.)  |
| ∗1295          | ∗1500          | 1542           | 1770           | 1782           | 1812            | 1819            | 1869             | 1951            | 1961            | 1971            | 1981            | 1991            | 2001            |
| –              | –              | –              | 262            | 189            | 197             | 198             | 168              | 267             | 248             | 174             | 109             | 59              | 44              |
| 30             | 24             | 23             | 44             | ∗∗30           | 45              | –               | 69               | 35              | 33              | 35              | 33              | 29              | 30              |

∗ unscharfe Angabe des Jahres
∗∗ 1770 und wieder 1812 wurden auch unbewohnte Häuser gezählt, kein faktischer Rückgang